# بوگه
بوگه (به فرانسوی: Beaugeay) یک کمون (فرانسه) در فرانسه است که در canton of Saint-Agnant واقع شده‌است. بوگه ۱۴٫۵۱ کیلومتر مربع مساحت دارد.